# Словарь терминов шахматной композиции
| # А Б В Г Д Е Ё Ж З И К Л М Н О П Р С Т У Ф Х Ц Ч Ш Щ Э Ю Я |

Словарь терминов шахматной композиции

## А
- Абсолютная шкала — шкала средней силы фигур и пешек. Ориентировочно считают, что при прочих равных условиях примерно эквивалентны: ферзь — двум ладьям или трем легким фигурам, ладья — легкой фигуре и двум пешкам, конь — слону, легкая фигура — трем пешкам.
- Абсолютно чистый по цели ход — термин логической школы, выдвинутый на заре развития логических идей; означает, что идея хода господствует безраздельно и не затемнена никакими посторонними моментами, каждый ход в позиции имеет какую-то одну-единственную цель.
- Абстрактная схема — абстрактный авторский набросок идеи (замысла), темы, упрощенное изображение будущей задачи (этюда) в ее характерных чертах.
- Аванта, тема в шахм. композиции. Прямолинейная игра двух рядом стоящих пешек (белые — 2 горизонталь, чёрные — 7 горизонталь) на 4 доступных поля (Г. Попов).
- Автор — создатель задачи или этюда. Авторское право (приоритет) на композицию определяется датой ее первой публикации.
- Авторский замысел — основная идея (тема) или совокупность идей (тем) в шахматной задаче или этюде[1].
- Авторское решение — решение задачи (этюда), представленное автором в совокупности всех игр (действительной, ложной, иллюзорной)[2].
- Азербайджанский Новотный — разновидность темы Новотного, представляющая собой синтез финского Новотного и румынского Новотного[3]. Впервые представлена в 1978 году в композиции азербайджанских авторов.
- Активизация — тема в этюде. В начальной позиции у белых какая-то фигура или пешка не имеет активности в движении, но белые искусной игрой добиваются расчистки пути, и фигура (пешка) активизируется.
- Активизация идейной игры — приём работы при составлении этюдов, при котором известная идея усложняется новыми тактическими моментами.
- Активное перекрытие — тактический приём, в защите чёрные перекрывают свои дальнобойные фигуры.
- Активность чёрного короля — тема в задачной композиции, заключающаяся в насыщении ходов чёрного короля тактическими идеями. В 1930-е годы тема активно разрабатывалась шахматными композиторами Ростова-на-Дону[4].
- Акцент — отдельный шахматный элемент, введённый в задачу (этюд) для усиления, расширения общего содержания.
- Алгебраическая запись позиции — последовательное, сначала для белых, а затем для чёрных перечисление и записывание всех присутствующих на доске фигур с указанием занимаемых ими полей.
- Алфи́л — название шахматного слона периода ирано-арабского шатранджа. Он ходит через одно поле по диагонали и может при этом перескакивать через любые фигуры, как конь.
- Альби́но — игра белой пешки из её начального положения на все четыре доступные ей поля.
- «Альбом-приз» — специальное отличие за лучшее произведение года, установленное в 1932 году голландским союзом проблемистов.
- «Альбом союза» — орган голландского союза проблемистов, куда заносятся лучшие произведения года, получившие «Альбом-приз».
- «Альбом ФИДЕ» — сборник лучших шахматных композиций составителей всего мира, охватывающий определённый период.
- Альманах — непериодический сборник по шахматной композиции с произведениями разных авторов.
- «Альпийские шахматы» — сборник задач, вышедший в «Рождественской серии» (см. Уайт) в 1921 г. Автор — швейцарский шахматный композитор М. Геннебергер (1878—1959).
- Амазонка (магараджа, дева) — фигура «сказочных» шахмат, объединяющая ходы ладьи, слона, коня, имеет вид ферзя, повернутого на 45° против часовой стрелки. Мощная фигура, значительно превосходящая по силе ферзя.
- Американо-индийская тема — первым ходом дальнобойная белая фигура становится в засаду (позади однотипной чёрной фигуры). Защищаясь, чёрная фигура делает ход такой же длины (как у белой фигуры) в противоположном направлении и блокирует поле около чёрного короля (пример см. Галицкий А. В.). Тема непопулярна у современных шахматных композиторов.
- Анализ — исследование, всесторонний разбор возможностей, имеющихся в задаче или этюде.
- Аналитический этюд — одна из разновидностей этюда, основа которой — элементы анализа. А. э. очень близок к практической партии, и часто такие этюды относят к разделу эндшпиля, в котором выдержан принцип единственности решения.
- Английская школа — направление в задачной композиции, оформившееся в 80-е годы XIX века. Основателями и теоретиками А. ш. были английские композиторы Б. Лоус и Ч. Планк, которые в сборнике задач английских авторов («Шахматная задача. Руководство с иллюстрациями», 1887) изложили принципы школы: задача на цугцванг, трудный вступительный ход, разнообразие и многочисленность вариантов при полном отсутствии дуалей во всех вариантах. Английские композиторы имели свой собственный стиль только в разделе двухходовых задач, однако оказали большое влияние на американских композиторов, создавших в разделе двухходовых задач новоамериканскую школу.
- Английский Новотный — разновидность перекрытия Новотного, в которой вместо одной из характерных для перекрытия Новотного тематических фигур (ладьи или слона) используется связанный ферзь[5].
- Англо-американская школа — направление в задачной композиции, возникло в начале XX в. Основным элементом задачи А.-а. ш. считала ходы фигур и стремилась к наибольшему числу вариантов без каких-либо дуалей. С открытием новых тактических идей приверженцы школы отошли от прежних позиций и стали по-другому относиться к пониманию стратегического (тактического) содержания ходов.
- Аннигиляция — тактический прием, способ самоуничтожения, когда фигура отступает на такое поле, где её вынужден взять противник, вследствие чего открывается путь другой дальнобойной фигуре.
- Аннотация в диаграмме — необходимые сведения о задаче (этюде). Принято указывать: а) над диаграммой — фамилию автора произведения, место и год первой публикации, отличие в конкурсе; б) под диаграммой — сумму двух чисел (количество белых и черных фигур в позиции), задание (символическое обозначение для задач пХ — мат в п ходов, для этюда — выигрыш или ничья) и затем — первый ход решения. Возможна дополнительная информация (например., римская цифра после года обозначает полугодие публикации). Возможны также сокращения сведений, но фамилия и задание указываются обязательно.
- Аноним из Лилля — псевдоним Теодора Эрлена, французского ш. композитора
- Антибристольская тема — две дальнобойные фигуры, находящиеся на одной линии, в защите двигаются по этой линии навстречу друг другу, в результате происходит перекрытие дальнобойной фигуры своей же фигурой.
- Антигетгарт — тема в задаче, которую открыл в конце 1928 г. советский композитор С. Левман. После первого хода чёрным грозит мат с развязыванием перекрытой дальнобойной чёрной фигуры. В защите черные включают эту фигуру и тем самым предупреждают угрозу.
- Антидуали — матующие ходы в теме «Комбинация в попытках». Термин ввел советский шахматный композитор Р. Кофман
- Антикритический ход — защитительный маневр, когда дальнобойная фигура движется через точку пересечения, препятствуя перекрытию фигуры на этом поле, т. е. устраняет возможность использования точки пересечения; термин введен композиторами логической школы.
- Антипод - противоположность предыдущему заданию.
- Антитезис — защита (первый ход черных), отрицающий исходное положение в процессе решения, синтез — матующий ход (матовое положение).
- Антиформы — противоположные тактические идеи. Например, блокирование — разблокирование поля, перекрытие — включение фигуры и т.п. Соответственно называются идеями ослабляющими и защитительными.
- Антология — сборник избранных задач и этюдов разных авторов за определенный период.
- Арбитр — судья в соревнованиях, который решает единолично все возникающие конфликты и недоразумения; третейский судья.
- Аргус — псевдоним итальянского ш. композитора (около 300 этюдов), ш. писателя Kappы Артуро (1882— 1978), ш. статьи он подписывал псевдонимом «Аргус». см. Карра..
- Аргуэллеса тема — пассивные перекрытия фигур, в защите чёрная дальнобойная фигура как бы прячется за другую фигуру. В 1935 г. в Испании на эту тему проведен специальный конкурс (Антонио Аргуэллес — Arguelles — испанский композитор). Содержание темы тождественно теме затмения.
- Аристократ (аристократическая задача) — композиция, где нет пешек — ни белых, ни черных.
- Архимедов винт — образное название задачи Г. Болтона, в которой представлен зигзагообразный марш белого ферзя последовательно вверх и вниз. Автор посвятил её выдающемуся английскому мастеру Говарду Стаунтону.
- Асимметрия — имеет два значения: А. расположения в позиции всех фигур по отношению к какой-либо оси шахматной доски; А. решения позиции (при симметричном расположении фигур) с учётом особенностей шахматной доски или направления движения пешек.
- Ассоциация «друзей шахм. задачи» - организация ш. композиторов Франции (1956), имеет свой печатный орган «Тем-64», выходящий 4 раза в год. АДШЗ проводит конкурсы составления и товарищеские матчи по ш.к., участвует в мероприятиях, проводимых междунар. комиссией ФИДЕ по ш.к.
- Атомная бомба — фигура в «сказочной» композиции. Один раз разрешается пешке, достигшей восьмой (первой) горизонтали, превратиться в А. б. Эта фигура сразу же после появления может стать на любое поле и в радиусе R полей (число R заранее оговаривается) уничтожить все фигуры вокруг себя.
- «Африка пробуждается» — изобразительная задача, где рисунок из фигур напоминает очертания «черного континта».
- Аштапада - термин, обозначавший нераскрашенную квадратную доску размером 8x8 клеток, а также игру на этой доске.

## Б
- Бакинский Новотный - синтез латышского Новотного и румынского Новотного. Тема впервые представлена в этой задаче.
- Батарейный мат — см. Батарея.
- Батарея — наличие на одной линии двух разноимённых фигур одного цвета (вскрывающей и вскрываемой). При этом отход с линии стоящей впереди фигуры (вскрывающей, передней) позволяет включиться в действие дальнобойной фигуре, стоящей на той же линии (вскрываемой, задней), что приводит к батарейному шаху (или мату).
- Батарея Зирса — коневая батарея, особенность которой состоит в том, что тематический белый конь играет на втором и третьем ходу. Названа по фамилии голландского проблемиста Теодора Зирса (Theodor Siers) (р. 1910 г.), опубликовавшего в 1948 г. сборник задач с игрой коневой батареи.
- «Бегство Наполеона из Москвы» — изобразительная (скахографическая) задача, символически отображающая разгром французов в Отечественную войну 1812 г. Основная идея заключается в форсированной атаке на чёрного короля, стоящего в начале на поле "а1" и заканчивается на "h8" матом. Задача принадлежит А. Д. Петрову. По замыслу автора поле b1 символизирует Москву, h8 — Париж, диагональ h1—а8 — реку Березину. Чёрный король — Наполеон, белый — Александр I, белые кони — конница Платова. Задача опубликована в книге А. Д. Петрова «Шахматная игра, приведенная в систематический порядок» (1824).
- Белая коррекция — тема: в механизме повторной угрозы правильный выбор первого хода при наличии в ходах-попытках ослабляющих тактических моментов. Момент уточнения ходов играющей фигуры отличает Белую коррекцию от белых комбинаций.
- Белопольный слон — слон белых или черных, передвигающийся по диагоналям белого цвета шахматной доски.
- Бело-чёрное пересечение — позиция, в которой происходит пересечение белых фигур на первом ходу и в идейных вариантах защиты.
- Белые комбинации — тема в задаче, открытая советским ш. композитором М. Барулиным в 1927 г. Основа содержания задач на Б. к.— в выборе первого хода. В попытках решения белые ослабляют позицию, и черные это используют в опровержении. В действительной игре защиты, которые опровергали попытки на первом ходу, создают идейные варианты.
- Белый статист — это вид композиции, где белый материал находится в статическом положении.
- «Берлинская плеяда» («семизвездие») — активная группа шахматистов Берлина, совместно работавших в 30—40-е годы XIX в. и внесших определенный вклад в развитие ш., разработки окончаний и ш. этюда. В плеяду входили: Л. Бледов (1795—1846) — руководитель, В. Ганштейн (1811—1850), К. Майер (1810—1868), К. Шорн (1802—1850), Б. Горвиц (1807—1885), П. Бильгер (1813—1840) и Т. Лаза (1818—1899).
- Берлинская тема — многоходовая тема, её суть: в позиции есть сильный ложный след, но он приводит к мату белому королю.
- «Бессмертная задача» — так современники назвали задачу К. Байера, в которой последовательно жертвуются все фигуры белых и мат дается одной оставшейся белой пешкой.
- «Бешеная фигура» — тема в этюде. Фигура слабейшей стороны (обычно ферзь или ладья) беспрерывно преследует неприятельского короля, жертвуя собой для создания, в случае принятия жертвы, пата. Разновидность темы вечного нападения.
- «Бешенство» — так образно назвал А. А. Троицкий идею одного своего этюда — вечного нападения коня на коня. Дальнобойные фигуры (слон, ладья, ферзь) также могут подвергаться вечному нападению по различным мотивам.
- Близнецы — форма образования шахматных композиций, при которой новая начальная позиция отличается от предыдущей каким-либо изменением — перестановка фигуры, изменение цвета фигуры, снятие или добавление фигуры и т.д. Иногда начальные позиции близнецов полностью идентичны, однако они имеют разные задания (изменение жанра, условия выполнения задания и т.д.). Изменение не обязательно должно происходить в начальной позиции первого близнеца, оно может возникать после первого хода или даже в матовой позиции. Позиции близнецов рассматриваются как одно произведение, поэтому можно говорить, что близнецы являются способом расширения содержания композиции. Наиболее популярные способы образования близнецов получили самостоятельные названия[6]
- Блок — задача, в начальной позиции которой на все ходы черных есть готовые ответы. Б. бывают:

а)выжидательные (первый ход создает в позиции цугцванг); б) с добавлением новых вариантов; в) с переменой игры (белые своим первым ходом вынуждены заменить готовые ответы новыми); г) агрессивные — с переходом от цугцванга к угрозе.

Встречаются Б. в двухходовых, трехходовых, редко в четырехходовых и многоходовых задачах.
- Блокада — ограничение подвижности фигур и пешек соперника.
- Блокада пешки — расположение фигуры перед изолированной или отсталой пешкой противника.
- Блокирование — тактическая идея: чёрная фигура занимает поле возле чёрного короля, в результате чего это поле становится недоступным королю. Б. может быть простым и сложным (с выключением действия белой фигуры на заблокированное поле). Может встретиться и в игре белых фигур.
- Блокированная пешка — пешка, заторможенная стоящей непосредственно перед ней неприятельской фигурой (пешкой).
- Блокированное поле — поле шахматной доски, занятое фигурой или пешкой.
- Блокированная фигура — фигура, занимающая поле, соседнее со своим королём, вследствие чего она ограничивает его передвижение.
- Болгарская тема — в начальном положении черные могут объявить белым несколько шахов, решающего ответа на которые нет. Все шахи белые могут парировать игрой своей батареи. Первым ходом и надо найти эту батарею. С 1956 г. тему активно разрабатывали болгарские композиторы, отсюда она и получила своё название.
- Большая диагональ — диагональ доски a1—h8 или h1—а8.
- Большая звезда — рекордная игра слона из центра доски на все доступные поля.
- Большой крест — рекордная игра ладьи из центра доски на все доступные поля.
- Большой центр — квадрат шахматной доски, ограниченный полями c3—c6—f6—f3.
- «Бонус Социус» (в пер. с латинского добрый товарищ) — рукописный трактат на латинском языке, составленный в XIII в. в Ломбардии и являющийся сборником 194 шахматных задач с решениями и некоторыми комментариями. Хранится в национальной библиотеке во Флоренции. Предполагают, что автором сборника, скрывшимся под псевдонимом Б.-С., является флорентийский шахматист Николо ди Сан-Николаи.
- Бристольская тема — открыта английским композитором Ф. Хили (впервые в 1861 г. в задаче, отмеченной первым призом на конкурсе Бристольского шахматного клуба): движение дальнобойной фигуры освобождает дорогу для другой фигуры, движущейся в том же направлении.
- Британский союз проблемистов (БСП) — объединение, организованное в 1918 г.; с 1926 г. начал издавать свой орган,— журн. «Проблемист», основанный Т. Доусоном. Союз проводит конкурсы составления с изданием специальных брошюр. В 1962 г. выпустил «Ревю БСП» с подборкой задач английских авторов за 1957 и 1958 гг. и несколькими статьями по ш. к. Члены БСП работают и над современной тематикой, Первыми президентами союза были Б. Лоус — см. (1918—1931), Т. Доусон — см. (1931—1943), затем каждые два года избирался новый президент. БСП регулярно присуждает «Приз Харли» — за лучшее произведение года среди опубликованных проблемистами Британского содружества наций. Английские ш. композиторы в первом турнире ФИДЕ по ш. к. (1972—1975) заняли 10-е место.

- Бэби — см. Малютка.
- Бэбсон-таск (англ. Babson task; буквально — «задача Бэбсона») — рекордная задача на тему взаимного идентичного превращения одной белой и одной чёрной пешек во все возможные фигуры. Этот замысел, интересовавший шахматных композиторов ещё в начале XX века, впервые был осуществлён американским проблемистом Дж. Н. Бэбсоном в 1924 году в жанре обратного мата, и лишь в 1980-х годах появились первые ортодоксальные задачи. Существует разновидность темы, называемая «циклическим Бэбсон-таском» — взаимное циклическое превращение одной белой и одной чёрной пешек во все возможные фигуры.
- Бюллетень Центрального шахматного клуба СССР — печатный орган, выходил ежемесячно с июля 1958 г. по 1991 г. Публиковал, в частности, материалы по шахматной композиции — история, творческие портреты, оригинальные задачи и этюды, проводит конкурсы составления задач и этюдов.

## В
- Валладао-таск — в решении есть ходы со взятием на проходе, рокировкой и превращением пешки. В 19G6 г. бразильской газетой «О глобо» проведен тематический конкурс составления двухходовок на эту тему. Предложена Монтейпо Валладао (Valladao) — ш. композитором Бразилии.
- «Вальс ладей» — этюд советского шахматного композитора Г. Каспаряна (1955), содержание которого заключается в интересном передвижении белых ладей. Белые: Kpf4, Ле7, h7, п. f3 (4), черные: Крb5, Лh2, Ch5, п. g2 (4). Выигрыш. Решение: 1. Ле5+ Крс6 2. Ле6+ Kpd5 3. Ле1! Лh1 4. Лd7+ Крс4 5. Лdd1 и начинается танец: 5...Лh3 6. Ле4+ Крс5 7. Ле3 Лh1 8. Лс3+ Крb4 9. Лсс1 Лh3 10. Лd4+! Kpb5 11. Лd3 Лh1 12. Лb3+ Кра4 13. Лbb1 Лh3 14. Лс4+! Кра5 15. Лс3 Кра4 16. Лg1 с выигрышем. Образное название дано автором этюда.
- Вао — фигура в «сказочных» ш.: ходит, как слон, но бьет через поле, занятое своей (чужой) фигурой, причем число свободных клеток между В. и этой фигурой, и фигурой, которую В. бьет, может быть любым.
- Вариант — совокупность ходов белых и черных фигур, связанных между собой одной целью: при угрозе — игра белых на защиты черных, парирующие угрозу; при цугцванге — игра белых на все ходы черных. Различают В. главные (идейные, тематические), раскрывающие авторский замысел, и дополнительные (побочные).
- Вариация — повторение основной идеи задачи или этюда с другим соотношением сил или расположением фигур.
- «Век двухходовки» («Двухходовая задача за сто лет») — сборник, составленный А. Уайтом, К. Мэнсфилдом и Ф. Гемеджем. Издан в 1941 г., содержит 100 задач. Отбор задач производили с различных позиций: Ф. Гемедж как составитель, К. Мэнсфилд как судья, А. Уайт с точки зрения решателя. Во вступительной статье сборника дается периодизация истории двухходовой задачи: первый период — до 1875 г., второй — до 1900 г., третий — до 1915 г., четвёртый — до 1930 г. и пятый — с 1931 г.
- Венская тема — трехходовая тема: привлечение чёрной фигуры на поле, с которого дается мат.
- Венский стиль — стиль в ш. задаче, созданный на базе старонемецкой школы венской группой ш. композиторов в конце XIX в. Ш. композиторы К. Эрлин, М. Фейгль (1871—1940) и О. Немо стремились в трехходовых задачах, не разрабатываемых старонемецкой школой, сочетать главный вариант с хорошей дополнительной игрой, оканчивающейся, как главный вариант, правильными матами. В этом стиле работали также Э. Прадинья (1831 —1912, Франция), И. Иесперсен (1848—1914, Дания)—см., В. Марин (Испания), А. Шошин (Россия) и Л. Куббель.
- Верблюд — фигура в «сказочных» ш.; делает скачок на одно поле и встает на поле того же цвета, напр, а1—аЗ.
- Вертикаль — прямой ряд восьми полей ш. доски, идущий от одного противника к другому.
- Вертушка — тема в этюде: «бешеная» ладья движется вокруг чёрного короля, в зависимости от его ходов — в направлении часовой стрелки или против неё.
- «Весы правосудия (в старое время)» — изобразительная задача русского ш. композитора И. Шумова, сущность которой изложена им в стихах: «Была пора, когда у нас Судейские весы стояли не на месте, При случае удобном всякий раз С душой судьи кривились вместе И прямо шли с законами в разлад. Звучала песнь одна в решеньях смелых: «Кто с весом, тот не виноват». Так черным присужден в три хода мат За то,что тянут меньше белых».
- Вечная вилка — тема в этюде: более сильная сторона не может сохранить материальное преимущество и добиться победы, так как более слабая сторона постоянно создает вилку.
- Вечная связка — тема в этюде: такое расположение фигур в позиции, что одна из сторон в процессе борьбы не может устранить связку, хотя и располагает большими силами. Тема допускает ограниченное количество схем для разработки.
- Вечная угроза — тема этюдов: сторона, имеющая преимущество, не может использовать его, поскольку во всех попытках сталкивается с эффективными контругрозами противника.
- Вечное движение — термин в ш.к., когда в продолженных задачах (см.) решаются блоки маятникового типа и решение имеет обратимый вид.
- Вечное нападение (преследование) — разновидность позиционной ничьи, тема этюдной композиции. Состоит в том, что защищающаяся сторона, непрерывно атакуя одну или несколько фигур противника, лишает его возможности использовать материальный перевес, реализовать решающую угрозу, вынуждая примириться с повторением ходов. Частные случаи — вечный шах «бешеная» фигура.
- Вечный пат — непрерывное предложение сопернику пата. В этом случае партия считается окончившейся вничью.
- Вечный шах — позиция, в которой один игрoк может продолжать ставить королю своего противника шах бесконечно. Такая партия закончится вничью, т.к. либо игрок, ставящий вечный шах в конце концов сможет достичь троекратного повторения позиции, либо игроки согласятся на ничью.
- Взаимное нападение — тема в шахм. этюде: фигура слабейшей стороны непрерывно преследует фигуру (фигуры) соперника, которые в свою очередь вынуждены нападать на неё; разновидность "вечного" нападения.
- Взаимное перекрытие — взаимное перекрытие двух фигур разного цвета на точке пересечения линий их действия.
- Взаимный цугцванг — тема в композиции задачи и этюда: для достижения цели и чтобы вынудить противника сделать желательный для себя ход, ставят его в положение цугцванга.
- Взаимоисключение рокировок — ретроградная тема, когда путем ретроанализа в позиции нельзя доказать возможность осуществления рокировок в одну или в обе стороны как черных, так и белых фигур.
- Взятие — ход на поле, занятое неприятельской фигурой (пешкой). Сопровождается снятием ее с доски. Особый случай — взятие на проходе (см. ниже).
- Взятие на проходе — взятие пешки соперника, которая делая двойной ход вперёд (на четвёртую горизонталь для белых и на пятую для чёрных) проходит поле, которое находится под ударом вражеской пешки (третья горизонталь для белых и шестая для чёрных).
- Виды шахматной композиции — а) ортодоксальная (см.); б) неортодоксальная (см.); в) «сказочная» (см. «Сказочные» шахматы); г) особые виды (см.).
- Вилка — ход, после которого под боем оказываются две (и более) фигуры противника.
- Вираж — сложные возвратно-поступательные движения фигур (обычно ферзя) в этюдах на значительном пространстве доски.
- Висячие пешки — две центр. связанные пешки при отсутствии на смежных вертикалях своих пешек.
- Включение — активизация фигуры. Достигается ее перемещением либо освобождением линий (полей), по которым ей «предписывается» действовать. В ш.к. — ослабляющая идея в плане белых, защитительная — в ответах черных. Отвод фигуры с тем, чтобы вступили в игру (т.е. включились) стоящие за ней ферзь, ладья или слон. Особенно часто прием используется в двухходовках.
- Вовлечение — тема: путем жертв фигур черный король вовлекается в матовую сеть. Тема была популярна в XIX в.
- «Водяное колесо» — название средневековой мансубы (см.) (помещена в Стамбульском манускрипте 1140 г., автор неизв.), где движение фигур сравнивается с вращением колеса водяной мельницы. В средневековье выдавалась за позицию, дошедшую до нас из глубокой древности и якобы найденную высеченной на камне.
- Возврат (возвращение) — Тема возврата, заключается в том, что в процессе решения одна фигура (или несколько, в трех-и многоходовках) возвращаются на свое первоначальное место.
- Возможность позиции — требование к каждой задаче, этюду: начальная позиция должна получаться из исходной позиции ш. партии при соблюдении всех правил ш. игры, причем общее число и набор фигур в начальном положении не должны превышать набора одного комплекта.
- Возникающая угроза — термин, применяемый к задачам на цугцванг. Когда защита черных приводит к повторной угрозе, то вместо нее говорят о В. у.
- Волжская тема — взаимное и солидарное развязывание фигур обеими сторонами в задачах-близнецах. В 1970 г. «Волгоградская правда» проводила конкурс на эту тему. В примере белый конь развязывает черную ладью, в близнеце белая ладья — черного коня.
- «Волк и овцы» — игра на шахм. доске, когда одинокая пешка («волк») должна прорваться через цепь четырех пешек («овец»). Волк может двигаться и назад. В композиции это геометрический мотив — прорыв белой фигуры сквозь пешечную цепь черных.
- Восемь ферзей — термин ш.к., имеющий ряд значений: а) расстановка на ш. доске восьми ферзей так, чтобы как можно большее число полей оказались вне их влияния. Известны семь позиций с одиннадцатью неатакованными полями. б) расстановка на ш. доске восьми ферзей так, чтобы они не угрожали друг другу, т.е. чтобы никакие два ферзя не стояли на одной вертикали, горизонтали и диагонали. Полный набор решений состоит из 92 позиций. Впервые их нашел доктор Ф. Наук (слепой от рождения). Опубликованы в газете «Иллюстрирте цайтунг» (1850).
- Восстановление задачи —  задание: по данному решению задачи восстановить ее начальную позицию. Используется в конкурсах решателей и т.д.
- Вращение доски — технический прием при составлении задач и этюдов. Напр., при необходимости изменить направление хода пешек доску поворачивают на 90°, 180° или 270°.
- Вращение фигуры — тема в задаче (этюде): фигура в процессе решения двигается, совершая кругооборот.
- Всадник (прыгун, бегун, скакун) — фигура в «сказочных» ш., которая может совершать непрерывные прыжки по маршруту обычного коня в одном направлении, напр., a1-bЗ-с5-d7 одним ходом. Если по линии В. стоит своя фигура, она закрывает всю линию; чужая фигура может быть побита В., но дальнейшее его движение в этом направлении приостанавливается.
- Всесоюзная коллегия судей — высшая инстанция при Центральной комиссии по композиции шахм. федерации СССР, осуществляющая общее руководство всей судейской работой по композиции.
- Всесоюзное объединение любителей шахматных задач и этюдов — организация при Всес. совете шахм. секций, существовавшая в 1926-1930 и насчитывавшая около 250 членов. Объединение имело свой печатный орган – сборник «Задачи и этюды». Оно провело 18 всес. и междунар. конкурсов (8 – по двухходовкам, 1 – по трехходовкам, 2 – по этюдам, 7 – по задачам на «сказочные» темы) и ряд других мероприятий. В связи с организацией Центральной комиссии по шахм. композиции в 1930 году объединение было распущено.
- Всесоюзный чемпионат — первое соревнование ш. композиторов СССР, проведенное в 1929 г. по разделам — этюды, двухходовые и трехходовые задачи. Судьями соревнования были сами его участники. Победители: по этюдам — В. Корольков; по двухходовкам — Е. Умнов; по трехходовкам — Я. Вильнер.
- Вскрываемая фигура — фигура, скрывающаяся за той фигурой, которой походили. Дальнобойная фигура в батарее, открываемая для нападения.
- Вскрывающая фигура — фигура, которой походили при вскрытии. Фигура в батарее, которая открывает для нападения другую фигуру.
- Вскрытое нападение — тема в этюде, основанная на двойном ударе двух фигур — вскрывающая объявляет шахм. а вскрываемая нападает на фигуру и выигрывает ее.
- Вскрытый шах — разновидность открытого нападения, при которой нападающая фигура объявляет шахм. то есть фигура, делая ход, открывает линию действия другой фигуры, под ударом которой оказывается король.
- Встречные превращения — превращения пешек в задаче (этюде) обеими сторонами — белыми и черными.
- Встречный шах — сильный приём защиты: на какой-либо ход белых чёрные дают встречный шах.
- Вступительная игра — в шахм. этюде или многоходовой задаче (обычно логического стиля), серия ходов, предшествующая осуществлению главной идеи композиции и органически связанная с ней. Маскирует замысел автора, повышает трудность решения.
- Вступительный ход — первый ход решения, задачи (этюда). Различают: нейтральный и тематический, т.е. подчеркивающий содержание первый ход.
- Входной момент — термин, определяющий результат хода: какое явление возникает на доске, когда в итоге хода фигура с целью нападения или защиты появляется на новом поле. К В.м. относят основные тактические идеи — блокирование (фигура блокирует поле, когда становится на него), перекрытие, связывание, развязывание, прямой шах и т.д.
- Выбор батареи — способ решения: из двух или более батарей, имеющихся в позиции, определяется, какая из них создает действительную игру.
- Выбор возврата — способ решения, когда композиция имеет несколько первых ходов, создающих возвращение фигуры на первоначальное поле, но решает только один из них.
- Выбор игры — форма выражения темы перемены, которая заключается в том, что из двух или более продолжений с тематическими вариантами избирается одно (действительное решение), а остальные являются ложными следами, опровергаемыми единственным способом; иллюзорной игры в начальной позиции нет.
- Выбор поля — тема в композиции, связанная с ш. пространством. В задаче — из числа нескольких, на первый взгляд, равноценных полей для белой фигуры на первом (вступительном) или последующих ходах решения к цели ведет только занятие одного из них. В этюде выбор поля осуществляется для избежания шаха, пата, предотвращения распатования и т.д.
- Выбор угроз — задача (этюд) допускает возможность создания угрозы с нескольких полей (линий), но к решению приводит одна из них, остальные угрозы создают ложную игру.
- Выжидательный ход — ход, с помощью которого одна сторона передает очередь хода другой.
- Выигрыш — задание в этюде: заматовать короля, либо создать позицию с явно реализуемым перевесом.
- Выигрыш темпа — задачная и этюдная тема, часто требующая для своего выражения длительных маневров.
- Выключение фигуры — в шахм. композиции, тактический приём, проводимый с целью расположения своей или неприятельской фигуры на линии действия дальнобойной фигуры. В сочетании с включением фигуры выключение фигуры является частью содержания тем Барулина, Исаева, Сомова.
- Вынуждение хода — тактическая идея, основанная на так называемых средствах вынуждения — шахе, цугцванге, взятии, опасной угрозе: одна из сторон, лишая или резко ограничивая противника в выборе ответов, обязывает его сделать ход-уступку.
- Выполнить задание — выявление авторского решения задачи или этюда. Должно быть точным и полным. Для двухходовки достаточно, как правило, найти первый ход. Выполнить задание трехходовки — значит указать вступительный ход, вариант-угрозу и защиты от нее, а если задача не цугцванг, то все ходы черных. Решение четырехходовки можно оборвать за ход до мата. В многоходовках и этюдах указываются варианты, выражающие тему произведения.
- Выразительность замысла — один из основных элементов эстетики шахм. композиции, которая, как правило, заключается: а) в четком выделении тематических вариантов, воплощающих замысел автора (нетематические варианты не должны затушевывать тематические варианты); б) в повторении идей в ряде аналогичных вариантов (принцип "эхо"), либо в синтезе нескольких идей в одном варианте, либо в создании тематических ложных следов, иллюзорной игры; в) в эффекте пуантировки (концентрации идеи в каком-либо ходе решения), комбинационных жертвах, изобретательной контригре другой стороны.
- Выходной момент — термин, определяющий результат хода: какое явление возникает на доске, когда фигура с целью нападения или ващиты поднимается с доски, начиная ход с поля, на котором стояла. КВ. м. относят основные тактические идеи — полусвязывание, прямое развязывание, включение белых фигур и т.д.

## Г
- «Гамбит Стейница» — задача С. Лойда, в которой на первом ходу белый король идет под многочисленные шахи. Задачу называли «самым колоссальным трюком всех времен». В практической партии Г. С. также характеризуется ходом короля на е2 (1. с4 е5 2.КсЗ Кс6 3. f4 ef 4. d4 Фh4+ 5. Кре2).
- Гамбургская тема — разновидность дрезденской группы тем. Предложена гамбургским проблемистом Ф.Палацем (1914). Угроза в тематическом ложном следе предотвращается чёрной фигурой; при осуществлении белыми подготовительного плана чёрные лишены возможности защиты от возникшей угрозы прежним способом, но могут предотвратить её той же фигурой по другой линии, что приводит, однако, к новому ослаблению позиции. Пример (недоступная ссылка)[7].
- Гармоническое действие фигур — термин, означающий согласованное действие фигур, целесообразно установленных для осуществления авторского замысла.
- Гармоническое сочетании вариантов — все варианты, осуществляющие авторский замысел, однородны, проводятся одними и теми же фигурами при хорошем конструктивном построении.
- Гвоздь комбинации — другое название — соль комбинации. см. Пуанта.
- Геометрическая идея — идея, не имеющая непосредственного отношения к идейному содержанию вариантов, но связанная с особенностями конструктивного выполнения вариантов: повторение позиции, построение эхо-матов, создание маятникового движения фигур.
- Геометрическое движение — движения фигур в процессе решения, содержащие какой-то маневр с геометрическим рисунком.
- Гетеродоксальная задача — общее название произведений неортодоксальной композиции — задач на кооперативные и обратные маты.
- Гёттингенская рукопись — безымянный рукописный трактат на латинском языке,  (по-видимому, французского происхождения) в конце XV века (по некоторым данным, написанный около 1490 г.; хранится в Геттингенской библ-ке (откуда и получил название). Содержит описание 12 дебютов и 30 задач, основанных на новых правилах игры, с условными заданиями. Является переходным документом от шатранджа (см.) к современным шахматам.
- Гильотина (мышеловка) — тема: в защите черная фигура, контролируя линию и двигаясь по ней, пересекает критическое поле, на котором она отключается белой фигурой.
- Гиппопотам — фигура в «сказочных» шахмат, имеющая вид бегемота, может делать ход конем только со взятием.
- Главная диагональ — ряд полей одного цвета, идущих по косой линии из угла в угол шахматной доски (a1—h8 и а8—h1). То же, что и Большая диагональ.
- Главный вариант — идейный, тематический в задаче или этюде, раскрывает замысел автора, основное содержание той или иной шахматной композиции. В этюде или в многоходовой задаче есть один Главный вариант, реже два; в задачах с малым числом ходов, два-три и более.
- Главный план — термин, употребляемый при решении логических задач: путь к достижению цели.
- Голландская тема — перемена игры в варианте или в вариантах, где синтезирована тема Сомова (см. Сомов-Насимович) с развязыванием белой фигуры. В 1939 г. проведен на эту тему конкурс.
- Голубая мечта — шутливый термин шахматных композиторов: желание составить двухходовую задачу, в которой в трех фазах на три хода черных чередовались бы три ответа белых, образуя замкнутый круг.
- «Гордиев узел» — задача русского шахматного композитора И. С. Шумова, которую долго не могли решить. «Всемирная иллюстрация», 1871, обратный мат в 34 хода. Попытка разрубить «Гордиев узел» тактическим путем натолкнулась на изящное опровержение.
- Горизонталь — линия полей шахматной доски, которая имеет один и тот же цифровой индекс (с первой по восьмую). То же, что и Ряд.
- Граница — линия между 4-й и 5-й горизонталями доски, разделяющая ее на два равных прямоугольника — a1-a4-h4-h1 и а5-а8-h8-h5. То же, что и Демаркационная линия, Середина доски.
- «Грань фола» — шутливый термин ш.к., применяемый к задачам с плохой конструкцией, грубой игрой и с решением, которое подчас начинается с шаха (см. Фол).
- Громоздкость позиции — скученное расположение фигур в задаче или этюде, особенно вблизи короля черных, со слабым их использованием в авторском замысле.
- Гроссмейстер СССР по шахматной композиции — высшее спортивное звание, присваиваемое за выдающиеся успехи в шахматной композиции в соответствии с требованиями Единой всесоюзной спортивной  классификации Комитетом по физической культуре и спорту при Совете Министров СССР по представлению шахматной федерации СССР. Звание введено в 1977 году. На 1985—88 действовали следующие классификационные требования. Гроссмейстер СССР должен занять 1-е место в одном и том же разделе двух проводимых подряд личных чемпионатов СССР, или трижды — в любом из разделов трёх проводимых подряд чемп-тов СССР, либо получить звание международного Гроссмейстера по шахматной композиции и занять 1 раз 1-е место в одном из разделов личного чемпионатата СССР (соискатель должен иметь звание международного мастера по шахматной композиции).
- Гротеск — задача или шахматный этюд, отличительной чертой которого является очень необычная начальная расстановка фигур, например такая, в которой белым приходится использовать крайне малые силы в противостоянии намного превосходящим силам чёрных.
- «Гуд компенион» — международное объединение ш. композиторов (полное название «Гуд Компенион Чесе Проблем Клаб» — «Клуб добрых друзей     шахматной задачи»), существовавшее в 1913-1924 гг. в США с центром в Филадельфии. Насчитывало около 600 членов, имело свой печатный орган «Ауэ Фолдер». Провело около 100 конкурсов составления задач (в основном двухходовых), на которых выдвинулся ряд композиторов, создавших  стратегическое направление в двухходовой задаче.

## Д
- Дальнобойная фигура — условное название линейной фигуры, имеющей широкий диапазон действия (ферзь, ладья и слон) и обладающей способностью атаковать силы соперника издалека. Ее сила особенно сказывается при вскрытии вертикалей и диагоналей в позиции соперника.
- Данаев дар — в ш.к. «тихая» жертва в задаче (этюде), принятие которой невыгодно другой стороне.
- Двойная рокировка — тема ш.к., где в процессе решения проходят две рокировки — короткая и длинная или одинаковые — со стороны белых и черных.
- Двойная связка — связка, осуществляемая одной фигурой, где одно связывание прямое, другое — косвенное (постепенное, не напрямую) связывание фигуры противника.
- Двойная угроза — как правило, недостаток в задаче (этюде), но иногда является темой, если защите черных придается стратегический характер.
- Двойники — шутливое название ш. композиторов, творческая деятельность которых проходит в содружестве. Обычно один из авторов является как бы поставщиком замыслов и в основном трудится над черновым наброском, другой же доводит дело до конца, занимаясь обогащением содержания и технической шлифовкой.
- Двойное нападение — нападение на две (или более) фигуры одновременно. Синоним - двойной удар, частный случай - вилка.
- Двойное ослабление — тема в трехходовой задаче: в защите черные первым ходом создают два различных ослабления одновременно, а белые используют их последовательно — одно сразу на-втором ходу, а другое — лишь на матующем. Тема предложена советским ш. композитором А. Ярославцевым (см.).
- Двойной максимуммер — вид сказочной шахматной композиции, когда условие в задаче определено для обеих сторон. См. Максимуммер.
- Двойной пат — тема в этюде; слабая сторона в целях защиты дважды строит пат для своего короля. Тема изобретена А. А. Троицким в 1896 г.
- Двойной удар —  нападение на две (или более) фигуры одновременно. Синоним - двойное нападение, частный случай - вилка.
- Двойной шах — одновременное нападение на короля двумя фигурами. Достигается при помощи батареи.
- Двойственность хода — термин ш.к., отражающий свойство каждого хода и белых, и черных фигур (пешек) иметь следствием одновременное усиление и ослабление позиции. Эта Д. х. определяет внутреннюю сущность хода. При раскрытии смыслового значения сделанного хода не прибегают к разделению на моменты усиления и ослабления, а устанавливают его сущность с точки зрения взаимодействия участвующих фигур и говорят о проведении фигурами такой-то ш. идеи.
- Двухступенчатая батарея — конструктивное усложнение батарейного механизма, используемого в трехходовой задаче, когда фигура из вскрываемой на втором ходу становится на третьем ходу вскрывающей. Термин предложил советский ш. композитор С. Пугачёв (р. 1920 г.).
- Двухходовая задача — жанр задачной композиции. Решение состоит из вступительного хода белых, ответного черных и заключительного, матующего. Широкое распространение получила с середины XIX в.
- Дебют — начало ш. партии; в ш.к. первое опубликованное произведение или участие в конкурсе ш. композитора или крупном турнире.
- Дева —
- Девиз — краткое изречение или слово, которое автор ставит на своих задачах (этюдах), посылаемых на конкурс закрытого типа или для публикации без решения. Много девизов дал, например, своим произведениям С. Лойд (см.). Ряд Д. впоследствии стали названиями тем.
- «Девичья задача» —
- Действительная игра (решение) —
- Демаркационная линия —
- Дефектная задача (этюд) —
- Дефиниция —
- Диагональ — поля шахматной доски одного цвета, находящиеся на одной линии.
- Диагональная батарея — комбинация фигур, оказывающая давление по одной диагонали(слон + ферзь).
- Диаграмма — графическое изображение позиции шахматной партии.
- Диапазон —
- Динозавр —
- Дипломат —
- Дисгармония — несоответствие, нарушение элементов формы и содержания.
- Длинный мат — мат, даваемый дальнобойными фигурами (см.) с дальних полей через всю доску. Выполняется линейными фигурами.
- Добавочная защита — разновидность темы «Комбинация в попытках» (см.): в результате нескольких защитительных ходов черных создается одинаковое ослабление и становятся возможными несколько матов. Выбор из этих матов одного единственно возможного определяется наличием в ходах черных добавочных защитительных моментов, делающих невозможными все остальные маты. В Д. з. нет идентичности защитительных моментов, опровергающих попытки в тематических вариантах.
- Домашний фланг — термин, введенных Кмохом для обозначения фланга рокированного короля.
- Домбровскис Альфред Альфредович (р. 1923 г.) — мастер спорта СССР (с 1957 г.), междунар. арбитр по ш.к. с момента учреждения звания, редактор отдела ш.к. рижского журн. «Шахматы» («Шахе»). Начал составлять задачи (двухходовые и трехходовые) в 1939 г., многие из них отмечены. Постоянный участник личных первенств СССР по ш.к. В период 1954—1961 возглавлял Латвийскую республиканскую комиссию по ш.к. Автор кн. «Шахматная композиция в Советской Латвии», изданной в 1961 г. В ш.к. есть тема, носящая его имя. Тема Д.— матующие ходы из угроз попыток проходят в действительном решении именно после опровергавших их ранее ходов черных. Тема требует, чтобы в начальной позиции не было готовых матов.
- Доминация — 1) контроль над группой полей, в результате которого эти поля оказываются недоступными вражеской фигуре; 2) этюдная тема в шахматной композиции, ловля (ограничение) шахматной фигуры за счёт контроля над полями.
- Дополнительный вариант —  вариант в задаче, не связанный с авторским замыслом.
- Дрезденская тема —
- «Друзья шахматных задач» —  организация ш. композиторов Франции, возникла в 1956 г., имеет свой печатный орган «Тем-64», выходящий 4 раза в год. Организация проводит конкурсы составления и товарищеские матчи по ш.к., участвует в мероприятиях, проводимых междунар. комиссией ФИДЕ по ш.к.
- Дуаль — частичное побочное решение, то есть наличие двойственности в ходах белых, начиная со 2-го или последующих ходов. Различают сильные и слабые дуали.
- Дубль-таск — задачи, в которых сочетаются либо две разные темы, либо удваивается одна и та же тема (в рекордном исполнении).
- Дулябия — средневековая мансуба (см.): в решении черный король после длительного путешествия возвращается на поле, откуда начинал поход, где и получает мат.
- Дуплекс — задача на кооперативный мат (пат), в которой проходят две игры: а) черные начинают и помогают белым заматовать (запатовать) черного короля; б) белые начинают и помогают черным заматовать (запатовать) белого короля. Задания строятся без использования приема «близнецов». Другие названия — взаимный мат (пат), двусторонний мат (пат), черно-белый мат (пат).
- Дуплексное превращение — тема в ретроанализе: одноцветные пешки превращаются в две одинаковые фигуры, которые берутся в процессе дальнейшей ретро-игры. Тему открыл Луиджи Чериани в конце 50-х годов XX в.
- Дурацкий мат – шутливое название кратчайшей шахм. партии, завершающейся матом (напр. 1. f4 e6 2. g4 Фh4х).
- Дурбар (араб. аудиенция, зал, царский двор, резиденция монарха), в средневековых мусульманских государствах — в ш.к. тема: главные варианты решения проводит белый король.
- Дуэль — тема: борьба двух фигур (белой и черной) или (в этюде): единоборство одного из королей с различными фигурами — конём, слоном, ладьёй, и даже ферзём.
- Дыра в этюде – не рассмотренный автором этюда вариант, опровержение этюда.

## Е
- Единая всесоюзная спортивная квалификация (ЕВСК) —
- Единственность решения —
- Единство формы и содержания —
- En passant — взятие на проходе.
- Естественность начальной позиции задачи (этюда) —

## Ж
- Жанр (ш.к.) —  В ортодоксальной композиции различают 2 осн. Ж.– задачи и этюды. В задачах – 4 вида: двух-, трёх-, четырёх- и многоходовки (с числом ходов 5 и больше); этюды – на 2 вида: на выигрыш и на ничью. В др. Ж. композиции (неортодоксальные композиции, сказочные Ш., особые виды) задание может быть различным.
- Жертва (в ш.к.) — добровольная отдача противнику фигуры (пешки) или более ценного материала взамен менее ценного (напр., некоторой фигуры за пешку, ладьи за легкую фигуру и т.п.). Ж. фигуры часто служит темой в задаче.
- Жертвоприношение — намеренная жертва нескольких фигур с расчетом на равноценный обмен фигур или мат противника.
- Жираф — фигура в «сказочных шахматах». Перемещается удлиненным на три поля ходом коня. Например: a1—b5, a1—е2, е2—d6 и т.п.
- Жюри (в ш.к.) — комиссия, оценивающая задачи (этюды), представленные на соревнования. В состав жюри включаются наиболее опытные ш. композиторы. Обязанность членов жюри — отбор лучших задач (этюдов) и присуждение им различных обусловленных отличии.

## З
- Защита — ход, парирующий угрозу.
- Завлечение — тактический прием, который состоит в завлечении (часто путем жертв) черного короля в матовую сеть. В 20-е годы этот прием был популярной темой в задаче.
- Заграждение — тактический прием, который в 20-х годах был популярной темой в задаче: белая фигура делает такой первый ход, который преграждает путь определенной черной фигуре и не дает ей возможности сделать защитительный ход.
- Задание — условие задачи: сделать мат в определенное число ходов; этюда: достичь выигрыша или ничьей.
- Задача — искусственная позиция на шахматной доске, в которой предлагается выполнить задание (обычно объявить мат сопернику) в указанное число ходов. Задача должна воплощать интересную шахматную идею и удовлетворять определённым формально-конструктивным и художественным требованиям. «Задача тем выше, тем значительнее как художественное произведение, чем значительнее и крупнее ее содержание. Степень же значительности содержания определяется в одних случаях новизной, оригинальностью идеи, ее остроумием и замысловатостью, в других случаях — сложностью задачной идеи. Значительность в любой задаче, хотя бы самой простой комбинации, может быть в высокой степени усилена, если комбинация эта будет представлена в двух или более вариантах, или же соединена с другими, более или менее ценными комбинациями — вариантами» (А. Галицкий). Шахматная задача имеет почти тысячелетнюю историю, прошла путь от чатуранги и мансубы до современного вида и выработала эстетические принципы, служащие критериями её художественных качеств.
- Задача-шутка — задача с каким-либо нарушением правил ш. игры, напр., с заданием — мат в полхода (означает закончить рокировку или повернуть доску на 90°); с решением, возможным лишь путем механического снятия с доски определенной фигуры (пешки) и т.д.
- Задачи и этюды — термин, означающий: 1. Два общих раздела шахматной композиции — задачи и этюды. 2. «Задачи и этюды» — название сборников, издававшихся в Ленинграде в 1927 — 1930 годах Всесоюзным объединением любителей шахматных задач и этюдов при Всесоюзном совете шахматно-шашечной секции. В сборниках печатались статьи по шахматной композиции, материалы конкурсов, сообщения с мест и другие материалы. Издано 8 сборников. Выпуск сборников возобновлён в 1995 году в Санкт-Петербурге, они выходят с периодичностью два выпуска в год.
- Задачный жанр — согласно традиционному делению: 1) в ортодоксальной композиции выделяют двухходовки, трёхходовки и многоходовки, 2) в неортодоксальной — коопмат в 2 хода, в 2,5—3 хода, более чем 3 хода, обратный мат в 2 хода, в 3 хода, более 3 ходов, 3) сказочные задачи.
- Задачный механизм — конструктивная идея, связанная с особенностью расстановки фигур при построении, напр., механизмы игры пешек, батареи, двойного шаха, перемены игры, попыток в игре белых фигур и т.п.
- Задача-статист — задача, которая сформирована за счёт тематических фигур и фигур-статистов (или просто статистов).
- Заимствование творческое — способ составления задач (этюдов): идея другого автора оформляется в ином, оригинальном виде.
- Зайраб Хатаи (конец VIII — начало IX в.) — среднеазиатский шахм-т, автор нескольких классических мансуб. Известен его анализ эндшпиля «Ладья против коня», близкого по идеям современным этюдам.
- Закман (Zackmann) Франц (1888-1927) — немецкий ш. композитор и критик, составлял задачи и этюды. В задаче есть его тема: сдвоение фигур путем обходного маневра вместо критического хода (см.). Вторая тема 3.— в этюде: черная пешка закрывает отступление своему атакованному слону.
- Замаскированная батарея — распространение действия дальнобойной фигуры на поле, на котором стоит король противника, через одну-две фигуры противника или две-три свои фигуры.
- Замок — тема в этюде, изобретенная советскими композиторами. Одна из сторон на определенном участке доски запирает короля противника или остроумным маневром жертвой (жертвами) своих фигур сковывает движения фигур противника.
- Замуровывание — технич. прием: лишение подвижности фигуры. Может быть полным, когда фигура полностью лишена подвижности, и частичным — сильнейшая сторона стремится поставить противника в положение цугцванга или выиграть замурованную (запертую) фигуру. Иногда является темой в задаче и этюде. В 1898 г. А. А. Троицкий представил в этюде 3. двух фигур.
- Замысел  — задуманная автором идея, основная мысль задачи (этюда).
- Запирание — тема в этюде: фигура противника лишается ходов для участия в борьбе или фигуру изолируют на таком участке, откуда она не может защищать какое-либо важное поле или свою более ценную фигуру.
- Запирающая фигура — термин ш.к., введенный ново-немецкой школой: фигура перекрывает одну или несколько дальнобойных фигур на точке пересечения.
- Запирающий ход — в задачах ново-немецкой школы ход, которым перекрываются на точке пересечения одна или несколько дальнобойных фигур.
- Запись задачи (этюда) — фиксация позиции задачи (этюда) с помощью ш. нотации. Ш. знаки (символы) отличаются в некоторых странах.
- Запись хода — фиксация ш. хода с помощью ш. нотации (см.).
- Заппас (Zappas) Бирон — современный греческий ш. композитор, составляет двухходовые задачи, междунар. арбитр и национальный мастер по ш.к., неоднократно получал призы на конкурсах. В 1977 г. предложил тему в двухходовой задаче: одно поле возле черного короля контролируют три белые фигуры; в каждой из трех попыток одна из фигур прекращает этот контроль в результате вступительного хода, вторая — на матующем ходу (в угрозе или в варианте). Защита черных состоит в ликвидации (устранении) контроля третьей белой фигуры, чтобы тематическое поле стало доступным черному королю. В 1979-1980 гг. англ. журнал «Проблемист» провел конкурс на тему З.
- Засада — расположение дальнобойной фигуры за своей или чужой фигурой, после ухода которой она действует на определенное поле или линию. 3. называют простой, если фигура находится позади одной фигуры, и сложной, если она находится позади нескольких фигур.
- Заслон а) фигура (пешка), прикрывающая короля или матовую зону от действия фигур противника; б) способ развязывания, когда на линию связки ставится фигура, равноценная (или менее ценная) связывающей неприятельской.
- Заслуженный тренер — почетное пожизненное звание, присваиваемое Комитетом по физической культуре и спорту при Совете Министров СССР, а также спорткомитетами союзных республик за активную работу по подготовке спортсменов (в том числе ш. композиторов). Звание учреждено в 1956 году.
- Заходякин Глеб Николаевич (р. 1912 г.) — советский ш. композитор. Инженер связи (Москва). Составляет задачи и этюды с 1929 г., имеет отличия, финалист ряда личных первенств СССР.
- Защита — ответы черных, устраняющие угрозы белых, связанные с первым ходом в двухходовой задаче, с первым и вторым ходом в трехходовой и т.д.
- «Защита Алехина» — ш. задача, в центр. варианте которой повторяются первые ходы популярного ш. дебюта.
- Защита косвенная — устранение угрозы белых путем освобождения поля, связыванием атакующей фигуры, перекрытием белой фигуры и т.д.
- Защита на поле привлечения — тема в задаче: в идейных вариантах черные фигуры привлекаются на определенное поле для отражения угрозы. Из советских ш. композиторов составляли задачи на эту тему: в разделе трехходовых задач — Л. Лошинский, четырехходовых — В. Руденко. Тема имеет сходство с защитой на поле угрозы (см.).
- Защита на поле угрозы — тема в трехходовой задаче: черные защищаются, занимая поле, на которое в угрозе идет белая фигура. В двухходовой задаче или в игре пешек тема может быть представлена только формально, без выражения ее сути.
- Защита Нитвельта — в идейных вариантах черные связывают свои фигуры, рассчитывая на последующее их прямое развязывание. Защита названа по имени голландского ш. композитора Густава Нитвельта (Nietvelt).
- Защита прямая - непосредственная защита черными поля или линии, с которой им грозит мат или шах белому королю.
- Защитный мотив - содержание тактической идеи, проводимой фигурами черных в защите.
- Защищенная проходная пешка — проходная пешка, защищенная другой пешкой.
- «Звезда КЭЦ» — изобразительная задача советских авторов, посвященная памяти Константина Эдуардовича Циолковского. Расположение фигур символизирует тело ракеты, на с8 — ее острие, внизу слева и справа — стабилизаторы, в середине ракеты — горючее.
- Звездочка — тема, основанная на геометрическом движении короля по четырем свободным полям, расположенным на диагонали. 3вездочку могут создавать и ферзь, и слон.
- Зебра — фигура в сказочных шахматах. Ходит, как конь, но на четыре поля по горизонтали или вертикали и на три поля в сторону, напр., a1-с4-b7 или a1-d3-g5.
- Зелепукин Николай Павлович (10.9.1917, с. Покровское Новосибирской области, — 23.08.1993), сов. шахм. композитор и деятель украинского шахматного движения; председатель шахм. федерации (1949-55) и Комиссии по шахм. композиции (1947-55 и 1972-86) УССР. Инженер. С 1948 опубл. ок. 500 задач, преим. двух- и трёхходовки. На конкурсах удостоен 105 отличий, и в т.ч. 55 призов.
- Зеркальный мат — матовое положение в задаче, когда все поля около черного короля «чисты», т.е. свободны от своих и чужих фигур.
- Зеркальный пат — патовое положение короля при «чистых» полях патовой зоны.
- Зигзаг — тема в задаче: в одном варианте решения белая фигура играет на поля А и Б, в другом варианте порядок ходов этой фигуры обратный (сначала на поле Б, а затем – на поле А).
- Зигзаги Шинкмана - перестановочные задачи, напоминающие игру «15», представленные впервые В. Шинкманом (см.). Перестановка должна быть достигнута кратчайшим путем. В примере король должен забрать неподвижного черного коня, не становясь под шах, что достигается в 27 ходов.
- Зирс — голландский проблемист Теодор Зирс (Theodor Siers) (р. 1910 г.), опубликовавший в 1948 г. сборник задач с игрой коневой батареи. Батарея Зирса (см.).
- Змейка — извилистый марш (зигзагообразное движение) фигуры по смежным горизонталям (вертикалям), каждым ходом изменяя вертикаль (горизонталь). Извилистое движение может совершить и белая пешка — вариация темы «Эксцельсиор» (см.). Например, забавное преследование слоном по «змейке» короля, или передвижение ферзя «по лесенке».
- Золтан (Zoltan) Ласло (р. 1942 г.) — венгерский ш. композитор. Составляет этюды с 1957 г., национальный мастер по ш.к., неоднократный призер различных конкурсов, самый активный этюдист Венгрии.
- Зоммер Бруно (1881-1971) — ш. композитор ФРГ, составлял трехходовые и многоходовые задачи с тематикой логической школы.

## И
- «Игра на органе» —
- Идеальная форма —
- Идейная основа —
- Идейная чистота —
- Идейное обогащение —
- Идейные моменты в шахматной композиции —
- Идейный предшественник —
- Идентичность —
- Идея —
- Идея в защите —
- Идея Вотавы —
- Идея Геллера —
- Идея Зеверса —
- Идея Синтеза —
- Изменения задания —
- Изменения материала —
- Изобразительная задача —
- Изолированная пешка —
- «Или-или» —
- Иллюзорная игра —  множество вариантов, существующих в начальной позиции задачи без вступительного хода белых. В кооперативных задачах, в которых начинают черные (если не указано иное задание), иллюзорная игра начинается с хода белых.
- Иллюзорная варианты —
- Иллюзорный —
- Импровизация —
- Инвентарь шахматного композитора —
- Инверсия —
- Индийская задача (индийская тема) —
- Инкогнито —
- Интерпретация —
- Интуитивная задача —
- Искусственная рокировка — перемещение в несколько ходов короля и соответствующей ладьи на поля, которые они заняли бы при рокировке, выполненной обычным способом.
- Исправления дефекта —

## К
- Камуфляж —
- Кандидат в мастера —
- Канон —
- Канцлер —
- Капитан команды —
- «Карл XII в Бендерах» —
- Карусель —
- Каста —
- Качание —
- Качество —
- Качество шахматной задачи (этюда) —
- Квадрат Рети —
- Квалификационная система —
- Квалификационная система ФИДЕ —
- Квалификация —
- Квартет — шахматная задача, выраженная четырьмя фигурами.
- Квинтет — шахматная задача, выраженная пятью фигурами.
- Кентавр —
- Киевская тема —
- Кипергань — см. Обратный мат
- Китайская стена —
- Клапан —
- Классификация задач —
- Классификация шахматных композиторов СССР —
- Классификация этюдов —
- «Классическая эпиграмма» —
- Клуб добрых друзей шахматной задачи —
- Клуб любителей шахматных задач —
- Кодекс —
- Колесо —
- «Колесо в колесе» —
- Количественное увеличение идеи —
- Коллекционер —
- Коллизия —
- Колорит —
- Кольцо —
- Команда —
- Командное первенство —
- Командный матч —
- Командный турнир ФИДЕ —
- Комбинация —
- Комбинация в попытках —
- Комбинация удаления —
- Комиссия —
- Компенсация — наличие определённых выгод взамен известных уступок в материале или позиции.
- Компенсированный ход —
- Компиляция —
- Комплекс —
- Комплект —
- Композиция-статист — задача или этюд, которые сформированы за счет фигур статистов.
- Конгресс шахматных композиторов —
- Конгруэнция —
- Коневая пешка —
- Коневое колесо —
- Конкурс решения —
- Конкурс составления —
- «Конница Будённого» —
- Конструктивная идея —
- Конструктивно сходство —
- Конструктивный момент —
- Конструкция —
- Конфигурация —
- Кооперативный мат —
- Коридор —
- Королевская пешка —
- Королевский фланг —
- Королевский Шифман —
- Короткая угроза —
- Короткий мат —
- Корректный —
- Косвенная батарея —
- Косвенная защита —
- Косвенное развязывание —
- Косвенный манёвр —
- «Космос» —
- Край доски —
- Крайняя пешка — пешка, находящаяся на вертикали a или h.
- Красота решения —
- Красота шахматной задачи (этюда) —
- Крепость — разновидность позиционной ничьей, тема в шахматном этюде: слабейшая сторона спасается путём создания неприступной позиции, куда не могут проникнуть фигуры соперника. Идея в этюде разработана и введена в практику Ф. Симховичем в 1926 году.
- Крест — совокупность вариантов решения, в которых шахматная фигура (например, король, ферзь или ладья) поочерёдно становится на четыре равноудалённые поля по фронталям (то есть по горизонтали и вертикали), образуя при этом чётко обозначенную геометрическую фигуру.
- Критическая фигура —
- Критический ход — переход дальнобойной (критической) фигуры через точку пересечения (критическое поле), где она затем перекрывается запирающей фигурой.
- Критическое поле —
- Крымская тема —
- Круг —
- Круговое движение —
- Круговой конкурс —
- Кульминация —
- Купажирование —

## Л
- Ладейный крест — тема в композиции: игра ладьи на равноудаленные поля, как правило, на одном и том же этапе решения (на первом, втором ходу и т.д.). Относится к группе геометрических тем (так называемые "механизмы положения"). Примеры ладейного креста в игре белой ладьи:
  - малый крест ладьи (недоступная ссылка)
  - средний крест ладьи (недоступная ссылка)
  - большой крест ладьи (недоступная ссылка)
  - малый и средний крест ладьи (недоступная ссылка)
  - неправильный крест ладьи (недоступная ссылка)
- «Ласточка» —
- Латышский Новотный — две дальнобойные разноходящие чёрные фигуры в определенной позиции уже перекрыты белой фигурой. Пользуясь этим перекрытием, белые создают двойную угрозу (Пример (недоступная ссылка)).
- Лев —
- Легальность позиции — одно из базовых требований к задачам и этюдам в шахматной композиции, определяющее, что позиция имеет право на существование, если она может быть получена естественным образом из начальной позиции в шахматной партии.
- Ле Гранд тема —
- Лейтмотив —
- Лесенка —
- Лёгкое построение —
- Линейная фигура —
- Линейный удар —
- Линия —
- «Листок шахматного кружка петрогубкоммуны» —
- Личное первенство СССР по шахматной композиции —
- Лишение подвижности —
- Лишняя фигура —
- Ловдей —
- Ловушка —
- Логическая комбинация —
- Логическая школа —
- Логические идеи —
- Ложная игра —
- Ложный след —
- Лойд — Чини —
- Лойдовское освобождение линии —
- Локализация —
- Лондонская тема —
- «Лыжи» —
- Львовская тема —
- «Любитель» —

## М
- Магараджа — см. Амазонка.
- Магнит — тема в шахматной композиции: фигуры двигаются вдоль одной и той же лини, играя на поля, расположенные рядом с другой фигурой. Фигуры могут двигаться по линии как навстречу друг другу, так и преследуя друг друга. Тема может быть выражена как в игре фигур одного цвета, так и в игре фигур разных цветов. Различают следующие разновидности темы:

1. магнит Лошинского — тема, названная по имени советского шахматного композитора Л. И. Лошинского, впервые реализовавшего её в жанре задач на прямой мат. Суть темы: белая фигура играет на соседнее с чёрной фигурой поле в системе вариантов. Примеры: 1 (недоступная ссылка); 2 (недоступная ссылка); 3 (недоступная ссылка),
2. белый одноцветный магнит — белые фигуры двигаются навстречу друг другу в системе вариантов. Предложена российскими шахматными композиторами Е. В. Фомичёвым и А. И. Сыгуровым, представившими её в ряде задач на прямой мат. Примеры: 1 (недоступная ссылка); 2 (недоступная ссылка); 3 (недоступная ссылка).

- Максимуммер — вид сказочной шахматной композиции. Задача, где чёрные обязаны делать геометрически самые длинные ходы (дистанция измеряется между центрами полей). В случае, когда существует несколько ходов одинаковой максимальной     длины, чёрные имеют право выбора любого из них. Если условие определено для обеих сторон, такая разновидность называется «двойной максимуммер» (double maximummer). Максимуммер был предложен одним из основоположников сказочных шахмат Томасом Доусоном в 1913 году. Впоследствии значительный вклад в его развитие внёс Вольфганг Паули.
- Малый центр — квадрат шахматной доски, состоящий из полей d4-d5-e5-e4.
- Мальтийский крест — позиция, в которой одна из фигур связана в двух направлениях (позиция с перекрещивающимися взаимно связанными фигурами).
- Малютка — задача или этюд, в начальной позиции которых число фигур обеих сторон в сумме не превышает пяти.
- Манёвр — один или несколько ходов фигурой (фигурами) одного цвета (одной стороной) для достижения конкретной цели.
- Мансуба — средневековая задача; её характерные черты: этюдные задания, форсированные решения, метериальное равновесие сторон.
- Мао — фигура в "сказочных" шахматах. Ходит как конь, нападает на все фигуры, за исключением своих.
- Мастер спорта СССР по шахматной композиции —
- Мастодонт — условное название шахматных композиций с числом фигур более от 24 до 25 включительно.
- Мат —
- Мат Андерсена —
- Мат дель Рио —
- Мат Диларам —
- Мат навскрышку —
- Материальное преимущество —
- Матовая зона —
- Матовая угроза — угроза мата королю противника на следующем ходу.
- Матовое поле —
- Матовый финал —
- Маятник —
- Международная комиссия ФИДЕ по шахматной композиции —
- Международные командные соревнования —
- Международный арбитр по шахматной композиции —
- Международный гроссмейстер ФИДЕ по шахматной композиции —
- Международный мастер ФИДЕ по шахматной композиции —
- Международный союз проблемистов —
- Международный турнир по решению задач и этюдов —
- Мельница —
- Мемориальное соревнование —
- Мередит — шахматная задача или шахматный этюд с общим количеством фигур от 8 до 12.
- Метод творческой работы —
- Метод треугольника — один из способов передачи очереди хода сопернику в окончании партии или этюде с целью поставить его в положение цугцванга.
- Механизм —
- Механизм батареи —
- Механизм выбора —
- Механизм двух фигур —
- Механизм перемены выбора —
- Механизм перемены игры —
- Механизм положения —
- Миниатюра — шахматная задача или шахматный этюд с общим количеством фигур не более 7.
- Минимальная задача — шахматная задача, в которой у белых кроме короля есть не более одной фигуры.
- Минированные поля —
- Мниховская тема (мюнхенская вторая) —
- Многоходовая задача —
- Монреаль —
- Монстр —
- Московская тема —
- Мост —
- Мхедрули —
- «Мы за мир» —
- Мышеловка —
- Мюнхенская тема —

## Н
- Наведения моста —
- Надпись на диаграмме —
- Направление в задачной композиции —
- Начальная игра —
- Начальная позиция —
- Невозможная позиция —
- Незаметные перекрытия —
- Нейтрализация —
- Нейтрализующее включение —
- Нейтральная фигура —
- Некрайняя пешка —
- Немецкая школа —
- Неортодоксальная композиция —
- Неортодоксальные комбинации —
- Неприкосновенный король —
- Несовместимость рокировок —
- «Не шах — шах» —
- Ничья в этюде —
- «Ниша» —
- Новонемецкая школа —
- Нормализация задания —
- Нюанс —

## О
- «Обезьянья тема» —
- «Обмен местами» —
- Обратная форма темы —
- Обратный мат —
- Обструкция —
- Обходной манёвр Эрлена —
- Общество [шахматных] композиторов Финляндии —
- Объединение немецких шахматных композиторов —
- Объединение проблемистов Австралии  —
- Объединение проблемистов Румынии —
- Ограничение —
- Одесская тема —
- Однородность вариантов —
- Одноцветные слоны —
- Окончание —
- «Ольга и Ленский» —
- Описательная нотация —
- Оппозиция —
- Опровержение —
- Оптический обман —
- Орган —
- Оригинал — вновь созданная шахматная композиция или ранее не публиковавшая шахматная композиция.
- Оригинальная задача —
- Орлимонт —
- Ортодоксальная композиция —
- Освобождающая жертва — фигура приносится в жертву с целью освобождения занимаемого ею поля; на освобожденное поле обязательно играет фигура того же цвета, что и пожертвованная. Пример (недоступная ссылка) — освобождающие жертвы белого ферзя.
- Освобождение линии —
- Освобождения поля —
- Основной вариант —
- Основные принципы шахматной композиции —
- Особые виды композиции —
- Отвлечение — тактический приём, при котором фигура, вынужденная перейти на другое поле, перестаёт выполнять какие-либо важные функции (например, по защите другой фигуры, поля или линии). Отвлечение часто достигается при помощи жертвы.
- Отдалённая проходная пешка —
- Отказ от взятия —
- Открытая линия — вертикаль шахматной доски, свободная от пешек.
- Открытая угроза —
- Открытое нападение —
- Открытый шах —
- Относительная чистота цели —
- Отрезание поля —
- Отсечка фигур —
- Отсталая пешка — пешка, которая не может стать на одну горизонталь с пешкой того же цвета на смежной вертикали.
- Оттеснение —

## П
- Пикенинни — игра чёрной пешки из её начального положения на все четыре доступные ей поля.
- Побочное решение —
- Полубатарея —
- Пони — сказочная фигура, изобретенная В. Рубинчиком (г. Минск, Беларусь). Ходит как пешка, бьет как конь, изображается значком коня с буквой "P" (от англ. "Pony") посредине. В нотации - "По" в русском варианте, "Po" в международном.

## Р
- Равноходящие фигуры —
- Разблокирование —
- Развязывание — тактический приём, используемый в задаче и этюде. Заключается в освобождении фигуры из-под связки.
- «Разгром немцев под Москвой...» —
- Размен —
- Разрушение крепости —
- Распатование —
- Расширение идей —
- Реверсивные темы —
- Регламент —
- Редкий жанр —
- Рейтинг —
- Реконструкция задачи —
- Рекордная задача (таск) —
- Рекордный этюд —
- Рентген —
- Ретрактор —
- Ретроальбом —
- Ретровечность —
- Ретроградный анализ —
- Ретромат —
- Ретронотация —
- Ретропат —
- Рефлексный мат —
- Решатель —
- Решение задачи (этюда) —
- Рижская тема —
- Римская тема — Логическая тема в задачной композиции: опровержение главного плана в пробной игре, защита от угрозы и появляющаяся новая защита осуществляются ходами одной и той же чёрной фигуры.
- Ровенская тема — Тема в задачной композиции: в ходе решения белая и чёрная фигура меняются местами.
- «Рождественская серия» —
- Розетка — Игра короля на все 8 доступных ему полей.
- Рокировка —
- Румынский Новотный — Разновидность темы Новотного: в результате жертвы фигуры по Новотному грозят одни маты, в случае принятия жертвы маты меняются.
- Румынское объединение проблемистов —
- Рыбинская тема — тема в шахматной композиции: в трёх- или многоходовой задаче на прямой мат матующие ходы в псевдоугрозе и в решении осуществляются на одном и том же поле, но разными фигурами. Вариант псевдоугрозы должен соответствовать по длине заданию (т.е. угроза не должна быть короткой). Предложена российским шахматным композитором А. Н. Мельничуком в 2007 году. (Пример (недоступная ссылка)).

## С
- Связка -  нападение дальнобойной фигуры (ферзя, ладьи, слона) на неприятельскую фигуру (или пешку), за которой на линии нападения (линии связки) расположена другая неприятельская фигура (равнозначная либо более ценная) или какой-либо важный пункт.
- Сильная дуаль — выполнение задания в тематических вариантах способом, отличным от авторского. Как правило, задача при этом теряет право на существование.
- Слабая дуаль — наличие двойственности в ходах белых в дополнительных вариантах, а также двух или более опровержений тематических ложных следов. Обычно негативно оказывается на оценке задачи.
- Статист (фигура-статист) — фигура в шахматной композиции, которая в процессе решения задачи или этюда не передвигается на другое поле.

## Т
- Тертоновское сдвоение — маневр, при котором происходит сдвоение линейных фигур с сильнейшей фигурой впереди, при этом вначале слабейшая фигура (слон или ладья) совершает критический ход, освобождая линию для сильнейшей фигуры (ферзя), а сильнейшая фигура, заняв тематическую линию, движется в направлении, обратном направлению движения слабейшей фигуры. Тема открыта в 1856 году и носит имя первооткрывателя. Пример темы: https://web.archive.org/web/20140504173514/http://www.yacpdb.org/#130013

## У
- Угроза — возникающая после сделанного хода игра, которая, без учёта ответного хода противоположной стороны, приводит к выполнению задания.

## Ф
- Фигура-статист (статист) — фигура в шахматной композиции, которая в процессе решения задачи или этюда не передвигается на другое поле.
- Финский Новотный — тема в композиции: попытка создать две угрозы отражается ходом чёрной пешки, вскрывающей свои ладью и слона. Для предотвращения этой защиты белые бьют эту пешку, используя затем взаимное перекрытие ладьи и слона чёрных. Примеры: 1 (недоступная ссылка); 2 (недоступная ссылка).
- Финский Плахутта — тема в композиции: разновидность перекрытия Плахутты, в котором черные равноходящие фигуры перекрыты на поле их взаимного пересечения фигурой собственного цвета; попытка использовать перекрытие черных фигур опровергается уходом чёрной фигуры с поля перекрытия, поэтому белые жертвуют свою фигуру, забирая чёрную фигуру, стоящую на поле перекрытия. Пример (недоступная ссылка).

Задача на эту тему впервые составлена немецким композитором B. Kozdon. Но как тема впервые предложена Р. Алиовсадзаде и М. Вахидовым (оба - Азербайджан).
Различают псевдо-финское перекрытие Плахутты, когда чёрная фигура, стоящая на точке перекрытия, не может ходить, но белые тем не менее играют на точку перекрытия. Пример (недоступная ссылка) .

## Ц
- Цветная дама —
- Центр —
- Центральная комиссия по шахматной композиции —
- Центральная пешка —
- Центральный шахматный клуб СССР —
- «Цивис Бононие» —
- Цикл —
- Циклическая жертва —
- Циклическая перемена матов —
- Циклическое чередование вторых и третьих ходов —
- Цикличность —
- Цилиндрические шахматы —
- Цифровая нотация —
- Цугцванг — положение, при котором любой ход чёрных (белых) ухудшает их положение

## Ч
- Частичное развитие этюда —
- Частичный предшественник —
- Чатуранга (чатурраджа) —
- Чемпионат —
- Чередование матов —
- Четырёхходовая задача —
- Чешская школа —
- Чёрная коррекция —
- Чёрно-белый синтез —
- Чёрный Бристоль —
- Чёрный статист — это вид композиции, где расположение черного материала находится в статическом положении.
- «Чёртов-Мередит» —
- «Чёртова миниатюра» —
- «Чёт-Нечет» —
- Числовая нотация —
- Чистота цели хода (экономия цели хода) —
- Чистый мат (пат) —
- «Чужое добро впрок нейдёт» —

## Ш
- Шагирд —
- Шатрандж (шатранг) —
- Шах — нападение на короля.
- Шах — не шах —
- Шахматная композиция — составление (создание) шахматных задач и этюдов.
- Шахматная композиция в СССР —
- Шахматная нотация —
- Шахматное пятиборье —
- Шахматные знаки —
- Шахматные силы —
- Шахматные фигуры —
- Шахматные композитор —
- Шахматный отдел —
- Шашечная тема —
- Шашматы —
- «Швальбе» —
- Шведское объединение шахматных композиторов —
- Швейцарская тема —
- Широта замысла —
- Школа Палькоски —
- Школы в задачной композиции —
- Шора тема — Тематическим первым ходом белые связывают свою фигуру и одновременно развязывают чёрную, которая в свою очередь в защите развязывает белую фигуру, её развязавшую. Пример темы - http://www.yacpdb.org/?id=246054 (недоступная+ссылка)
- Шуточная задача —

## Э
- Экономизация материала —
- Экономичность игры —
- Экономичность построения —
- Экономичность финала —
- Экономичность формы —
- Экономичный мат (пат) —
- Экономия времени —
- Экономия средств —
- Экономия цели года —
- Эксцельсиор —
- «Эликсир композиции» —
- Эльба —
- Эпиграф —
- Эпизод —
- Эполетный мат —
- Эра Добруского —
- Эра Кенига —
- Эра Поспишила —
- Эра Хавеля —
- Эскиз —
- Эстет —
- Эстетика в шахматной композиции —
- «Это было недавно, это было давно» —
- Этюд —
- Этюд в этюде —
- Этюдист —
- Этюдный классицизм —
- Этюдный реализм —
- Этюдный романтизм —
- Этюда-задача —
- Этюда-таск —
- Эффект Ставринидиса —
- Эхо —
- Эхо-варианты —
- Эхо маты (паты)  —
- Эхо-хамелеонные маты —
- Эхо-хамелеонные паты —

## Ю
- Ювелирный сплав — полушутливый термин: самая высокая оценка шахматной задачи (этюда), в которой оригинальная идея воплощена в изящную форму.
- Юстировка — выверка правильности ш. задачи (этюда).

## Я
- Яванская тема — тема в задаче, открытая в конце 20-х годов шахматным композитором о-ва Ява. Её суть: в идейных вариантах черные уничтожают действие белой фигуры посредством её выключения, тогда белые на матующем ходу имеют две возможности мата, однако одна из них опровергается выключением белой фигуры от поля, с которого черные перед этим выключили другую белую фигуру.